# Protaetia ignisternum
Protaetia ignisternum är en skalbaggsart som beskrevs av Edmund Reitter 1891. Protaetia ignisternum ingår i släktet Protaetia och familjen Cetoniidae. Inga underarter finns listade i Catalogue of Life.